# 刘喜 (代王)
刘喜，字仲（？—前193年），沛郡豐邑中陽里（今江蘇省豐縣）人，汉高祖刘邦二哥，刘太公的次子。原封代王，因面對匈奴來襲，臨陣脫逃，降為列侯。

## 生平
刘邦年轻时，刘太公常常认为刘邦是个无赖，不能处理生产的事务，不如刘喜勤快。
汉高祖六年（前201年）春季正月壬子，刘邦以云中、雁门、代郡的五十三个县册立宜信侯刘喜为代王。汉高祖七年十二月（前200年），匈奴进攻代国，刘喜不能坚守，放弃代国自己从小路逃归到洛阳，汉高祖因为刘喜是骨肉之亲，不忍心用法律处罚他，废了刘喜的代王。八年（199年）九月丙午，封刘喜为郃阳侯。
汉高祖九年（前198年）冬十月，未央宫建成，淮南王英布、梁王彭越、赵王张敖、楚王刘交来未央宫朝见汉高祖，在前殿置办了酒席，汉高祖用手捧着玉酒杯，站起来向太上皇刘太公祝寿，说：“起先父亲大人经常认为我无赖，不能处理生产的事务，不如二哥刘喜勤快。如今我的产业所及与二哥比起来谁的多？”未央宫上的群臣都高呼万岁，纵情欢笑为乐。
汉惠帝二年（前193年）夏季，刘喜去世，因为儿子刘濞为吴王，谥号顷王。

## 家庭

### 父亲
- 刘太公，太上皇

### 母亲
- 刘媪，昭靈夫人

### 兄弟姐妹
- 刘伯，武哀王，长兄
- 刘邦，汉高祖，三弟
- 刘交，楚元王，幼弟
- 刘氏，昭哀，妹妹

### 儿子
- 刘濞，吴王，汉景帝七国之乱的首领，失败后逃至东瓯，被东瓯所杀
- 劉廣，德侯，死后谥号为“哀侯”，子顷侯劉通继位

### 孙子
- 刘贤，刘濞太子，汉文帝时被當年仍是太子的汉景帝所杀
- 刘子华，刘濞之子，刘濞死后逃到闽越
- 刘子驹，刘濞之子，怨恨东瓯杀其父，常常挑动闽越攻伐东瓯
- 劉通，德顷侯，刘广之子

### 曾孙
- 刘齕，德康侯，顷侯刘通之子

### 玄孙
- 刘何，德侯，康侯刘齕之子，武帝元鼎五年（前112年）因為酎金失侯，失去爵位。